# Sóva-kor

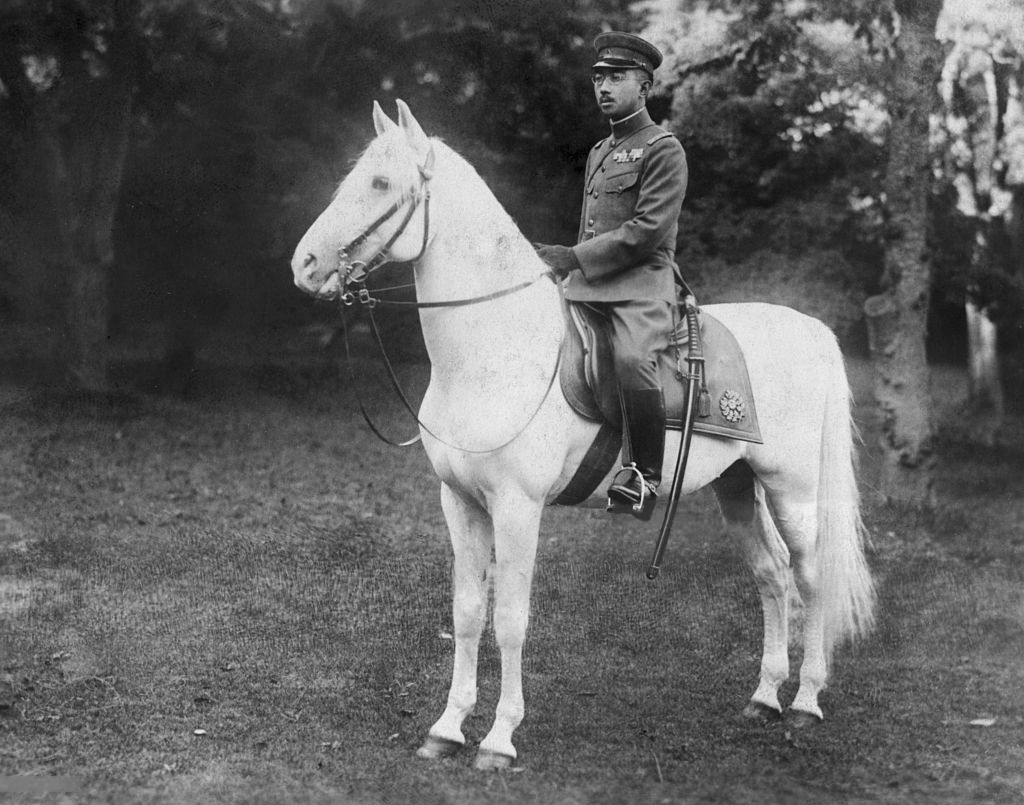
Hirohito császár Sirajuki nevű lován

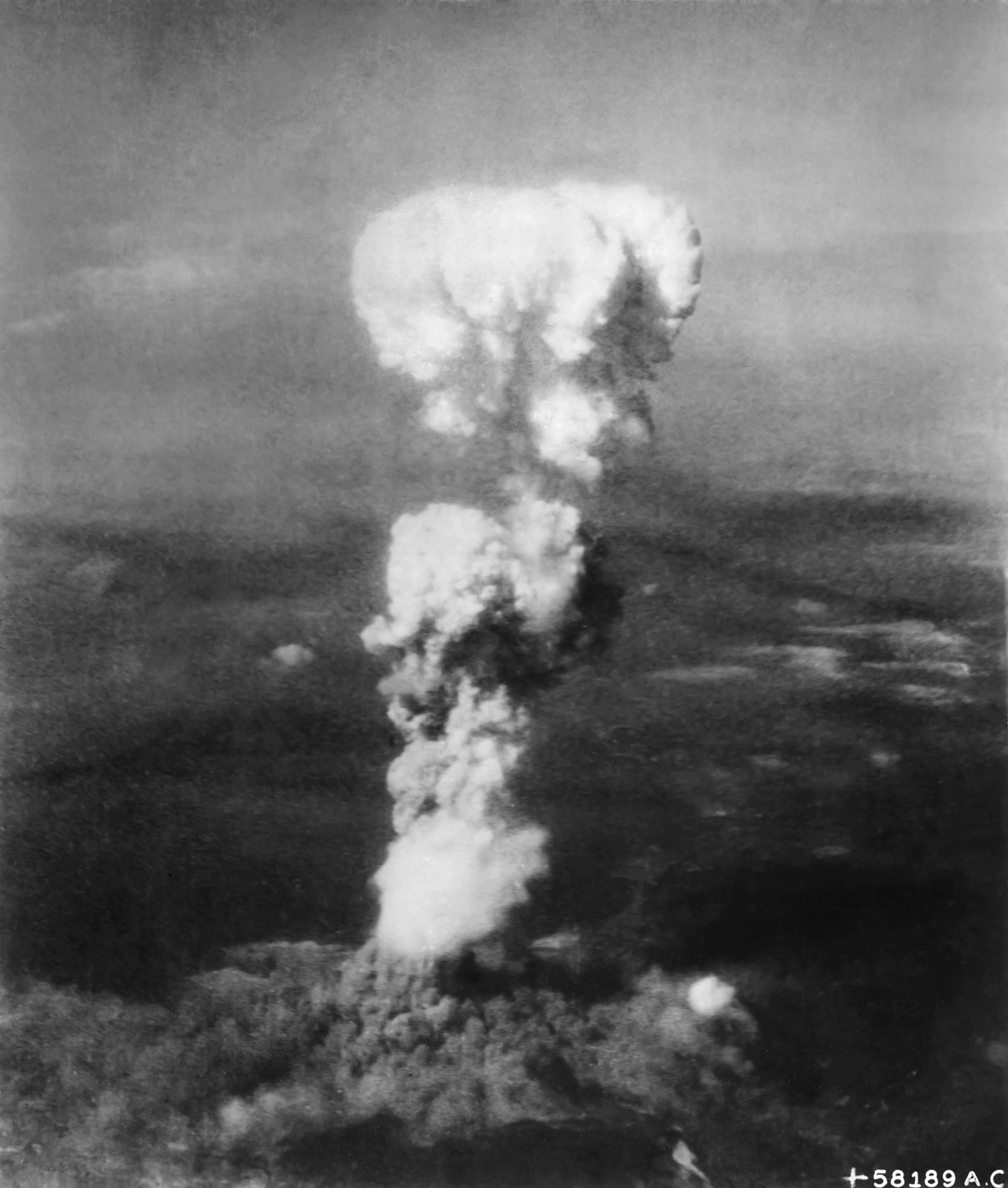
Az atomfelhő Hirosima fölött

A Sóva-kor (昭和時代, Sóva dzsidai) a japán történelem korszaka (1926–1989), egybeesik Hirohito császár uralmával.
Az első világháború utáni békekonferencia résztvevőjeként, a Népszövetség tagjaként az ország integrálódni kezdett a nyugati nemzetek közösségébe, de az 1920-as és 1930-as évek nacionalizmusa és militarizmusa a mandzsúriai incidensbe és az 1936. február 26-i incidensbe torkollott, Konoe Fumimaro kormányát a katonai klikkek belesodorták az 1937–45-ös kínai–japán háborúba, Tódzsó Hideki miniszterelnök alatt pedig a Nagy-kelet-ázsiai Közös Felvirágzás Övezetének politikai eszméje egyenesen vezetett Pearl Harbor megtámadásához és a második világháború csendes-óceáni hadszínterének megnyitásához. Malajzia, Szingapúr, Hongkong, Burma és a Fülöp-szigetek lerohanása után a midwayi ütközet (1942. június) megfordította a háború menetét, és a szövetségesek szigetről szigetre szorították vissza a japán haderőt egészen az atombomba Hirosimára és Nagaszakira való ledobásáig és a Szovjetunió hadba lépéséig. Az 1945. augusztus 15-i fegyverletétel után 1952-ig az amerikai megszállás esztendeiben a SCAP átalakította jóformán az egész japán társadalmi, politikai és gazdasági életet, a császár lemondott isteni mivoltáról, új alkotmány született, felszámolták a zaibacukat, és lefolytatták a háborús bűnösök tokiói perét. A San Franciscó-i békeszerződés és az amerikai–japán biztonsági egyezmény máig hatóan megszabta az ország külpolitikáját, az LDP hosszú kormányzása pedig a sorozatos botrányok (Lockheed-botrány, Recruit-botrány) ellenére a belpolitikát.
A gazdasági élet fellendülését („gazdasági csodák”) sokan a politikai vezetésnek (MITI) és az üzleti világnak a külfölddel szemben tanúsított protekcionista összefogásával (Japan, Inc.) magyarázzák, ám a korszak lezárulása után egy-két évvel látványos hanyatlás, a bubble economy kipukkadása következett.